# 斎藤芳明
斎藤 芳明（さいとう よしあき、1948年7月30日 - ）は、栃木県出身の元プロ野球選手。ポジションは投手。

## 来歴・人物
鹿沼農商では第47回全国高等学校野球選手権大会にエースとして出場。東海一高に3-5で初戦で敗退。
栃木県の最優秀選手にも選ばれたこともあり、オーバースローの本格派、打撃も良く、大きく落ちるドロップを決め球とした。
1966年第1次ドラフト会議で阪急ブレーブスから3位で指名され入団。
一軍公式戦に出場することはなく、退団した。

## 詳細情報

### 年度別投手成績
- 一軍公式戦出場無し

### 背番号
- 43 （1967年 - 1968年）